# Giacomo Rust
Pour les articles homonymes, voir Rust.
Giacomo Rust ou Rusti (Rome, 1741 – Barcelone, 1786) est un compositeur italien d'opéras, probablement d'ascendance allemande.

## Biographie
On connaît peu de choses sur Rust. Entre 1763 et 1777, Rust a été actif à Venise, où son premier opéra, un dramma giocoso,  La contadina in corte, avec un livret de Niccolò Tassi, a été représenté en 1763. Pendant cette période, Rust a acquis une grande renommée comme compositeur d'opéras, non seulement en Italie, mais aussi à l'étranger, ce qui lui a valu une invitation pour aller au service de l'archevêque de Salzbourg. Le 12 juin 1777, il a été nommé maître de chapelle à la cour de Salzbourg, un poste qu'il a abandonné à la fin de l'année. Quelque temps plus tard, Rust est retourné à Venise pour poursuivre son activité lyrique. En 1783, il s'installe à Barcelone, où il a assumé la fonction de maître de chapelle.

## Œuvres
Liste des opéras composés par Rust.
| Titre                                                                  | Genre                     | Subdivisions | Livret                                                   | Date de la première | Lieu, théâtre                |
| ---------------------------------------------------------------------- | ------------------------- | ------------ | -------------------------------------------------------- | ------------------- | ---------------------------- |
| La contadina in corte                                                  | dramma giocoso per musica | 3 actes      | Niccolò Tassi                                            | 1763                | Venise, Teatro San Moisè     |
| La finta semplice                                                      | dramma giocoso            | 3 actes      | Pasquale Mililotti                                       | printemps 1772      | Bologne, Formagliari         |
| L'idolo cinese                                                         | dramma giocoso            | 3 actes      | Giovanni Battista Lorenzi                                | 28 décembre 1773    | Venise, Teatro San Samuele   |
| Il conte Baccellone                                                    | dramma giocoso            | 3 actes      | Marco Coltellini, tiré de La contessina de Carlo Goldoni | automne 1774        | Venise, Teatro San Moisè     |
| I cavalieri lunatici                                                   | farsa                     | 3 actes      |                                                          | automne 1774        | Venise, San Cassiano         |
| L'amor bizzaro                                                         | dramma giocoso            | 3 actes      | Giovanni Bertati                                         | carnaval 1775       | Venise, Teatro San Moisè     |
| Li due amanti in inganno (acte 1, acte 3) (acte 2 par Matteo Rauzzini) | dramma giocoso            | 3 actes      |                                                          | carnaval 1775       | Venise, San Cassiano         |
| Alessandro nelle Indie                                                 | dramma per musica         | 3 actes      | Metastasio                                               | Ascension 1775      | Venise, Teatro San Samuele   |
| Il baron in terra asciuta                                              | dramma giocoso            | 8 scènes     |                                                          | 26 décembre 1775    | Venise, Teatro San Samuele   |
| Il Socrate immaginario                                                 | dramma giocoso            | 15 scènes    | Giovanni Battista Lorenzi                                | carnaval 1776       | Venise, Teatro San Samuele   |
| Calliroe                                                               | dramma per musica         | 3 actes      | Mattia Verazi                                            | juin 1776           | Padoue, Nuovo                |
| Il Giove di Creta                                                      | dramma giocoso            | 3 actes      |                                                          | automne 1776        | Venise, San Cassiano         |
| Li due protetti                                                        | dramma giocoso            | 2 actes      | Pier Antonio Bagliacca                                   | 26 décembre 1776    | Venise, Teatro San Moisè     |
| Il Parnaso confusa                                                     | festa teatrale            | 1 acte       | Metastasio                                               | 17 mai 1778         | Salzbourg, cour              |
| Vologeso, re de' Parti                                                 | dramma per musica         | 2 actes      | A Zeno                                                   | 28 décembre 1778    | Venise, Teatro San Benedetto |
| Il talismano (acte 2, acte 3) (acte 1 par Antonio Salieri)             | dramma giocoso            | 3 actes      | Carlo Goldoni                                            | 21 août 1779        | Milan                        |
| L'isola capricciosa                                                    | dramma giocoso            | 2 actes      | Caterino Mazzolà                                         | carnaval 1780       | Venise, Teatro San Samuele   |
| Gli antiquari in Palmira                                               | commedia per musica       | 3 actes      | Giuseppe Carpani                                         | automne 1780        | Milan, Teatro alla Scala     |
| Demofoonte                                                             | dramma per musica         | 3 actes      | Metastasio                                               | automne 1780        | Florence, Pergola            |
| Il castellano deluso                                                   |                           |              |                                                          | carnaval 1781       | Parme, Ducale                |
| Artaserse                                                              | dramma per musica         | 3 actes      | Metastasio                                               | automne 1781        | Pérouse, Civico              |
| Adriano in Siria                                                       | dramma per musica         | 3 actes      | Metastasio                                               | 26 décembre 1781    | Turin, Teatro Regio          |
| L'incognita fortunata                                                  | farsa                     | 1 acte       | G. Ciliberti                                             | été 1782            | Naples, Fondo                |
| L'incontri inaspettati                                                 |                           |              |                                                          | février 1783        | Rome, Capranica              |
| La caccia d'Enrico IV                                                  | dramma giocoso            | 2 actes      | A. Dian                                                  | automne 1783        | Venise, Teatro San Moisè     |
| Il marito indolente                                                    | dramma giocoso            | 2 actes      | Caterino Mazzolà                                         | 1784                | Vienne, Hoftheater           |
| Berenice                                                               | dramma per musica         | 3 actes      | Jacopo Durandi                                           | carnaval 1786       | Parme                        |